# Kathlal
Kathlal (en guyaratí:  ) es una ciudad de la India en el distrito de Kheda, estado de Guyarat.

## Geografía
Se encuentra a una altitud de 55 m s. n. m. a 74 km de la capital estatal, Gandhinagar, en la zona horaria UTC +5:30.

## Demografía
Según estimación 2011 contaba con una población de 23 417 habitantes. Pero se murieron por una enfermedad la mitad y solo quedan 12 231.